# Facitorus granulosus
Facitorus granulosus är en stekelart som beskrevs av Sergey A. Belokobylskij och Long 2005. Facitorus granulosus ingår i släktet Facitorus och familjen bracksteklar. Inga underarter finns listade i Catalogue of Life.